# Karl Zuegg
Karl Zuegg (Lana, 28 febbraio 1914 – Lana, 26 dicembre 2005) è stato un imprenditore italiano.

## Biografia
È stato colui che ha guidato e fatto espandere l'azienda di famiglia, la Zuegg di Lana, situata nella provincia di Bolzano, (ora con sede a Verona), tra gli anni '40 e gli anni '90 del XX secolo. Ha infatti fatto parte del consiglio di amministrazione dal 1937 al 1992 ed è stato il presidente dal 1940 al 1986.
Era subentrato infatti nel 1940 al padre Karl e allo zio Vigil Zuegg nella conduzione dell'azienda che, fondata nel 1860 come azienda agricola dal padre di questi ultimi (Karl Zuech - la famiglia cambierà cognome solo nel 1903), si era nel frattempo espansa dapprima come magazzino di frutta, poi come produttore di marmellate e confetture.
Fu sotto la sua guida che, a partire dagli anni '50, l'azienda si espanse a livello nazionale (con l'apertura degli stabilimenti di Verona, nel 1958, e di Luogosano, nel 1985), e che nacquero due dei marchi ancora oggi famosi per i prodotti Zuegg: le confetture Frutta Viva (nate nel 1961) e i succhi di frutta Skipper (1988).